# Verdens vinter
Verdens vinter er en roman af den walisiskfødte forfatter Ken Follett. Det er andet bind i en trilogi om det 20. århundrede. Handlingen er bygget op om fem indbyrdes forbundne familier, og i dette andet bind udspiller handlingen sig i perioden fra 1933 til 1949. Familiernes skæbne er indrammet af de store historiske begivenheder: Hitlers magtovertagelse i Tyskland og anden verdenskrig. Verdens vinter er en fortsættelse af Giganternes fald, mens tredje bind På kanten af evigheden omhandler den kolde krig. Bogen følger de samme familier fra Wales, England, Tyskland, USA og Sovjetunionen som dens forgænger, men med stærkest fokus på den næste generation. Anden verdenskrig griber dramatisk ind i personernes livsforløb og for nogle af dem får det fatale konsekvenser.

## Personer
Persongalleriet er meget omfattende. De vigtigste er:

### Amerikanerne

#### Familien Dewar
- Senator Gus Dewar
- Rose Dewar, hans kone
- Woody Dewar, ældste søn
- Chuck Dewar, yngste søn
- Ursula Dewar, Gus' mor

#### Familien Peshkov
- Lev Peshkov
- Olga Peshkov, hans kone
- Daisy Peshkov, hendes datter
- Marga, Levs elskerinde
- Greg Peshkov, søn af Lev og Marga
- Gladys Angelus, filmstjerne og også Levs elskerinde

#### Familien Rouzrokh
- Dave Rouzrokh
- Joanne Rouzrokh, hans datter

#### Historiske personer
- Præsident Franklin D. Roosevelt
- Marguerite "Missy" LeHand, hans assistent
- Vicepræsident Harry S. Truman

### Tyskerne og østrigerne

#### Familien Ulrich
- Walter von Ulrich
- Maud, hans kone (født Lady Maud Fitzherbert)
- Erik, deres søn, som slutter sig til Nazismen
- Carla, deres datter
- Ada Hempel, tjenestepige hos Ulrichs
- Kurt, uægte søn af Ada
- Robert Ulrich, Walters fætter
- Jörg Schleicher, Roberts partner

#### Familien Franck
- Louis Franck
- Monika, hans kone
- Werner, deres ældste søn
- Frieda, deres datter
- Axel, deres yngste søn

#### Familien Rothmann
- Dr. Isaac Rothmann
- Hannelore Rothmann, hans kone
- Eva, deres datter
- Rudi, deres søn

#### Familien von Kessel
- Gottfried von Kessel
- Heinrich von Kessel, hans søn

#### Gestapo
- Kommissær Thomas Macke og hans stab

### Englænderne

#### Familien Fitzherbert
- Earl Fitzherbert, kaldet "Fitz"
- Prinsesse Bea af Rusland, hans kone
- "Boy" Fitzherbert, viscount af Aberoven, deres ældste søn
- Andy, hendes yngste søn

#### Familien Leckwith Williams
- Ethel Leckwith (pigenavn Williams), medlem af Parlamentet for Labour, valgt i Aldgate
- Bernie Leckwith, hendes ægtefælle
- Lloyd Williams, søn af Ethel og Bernies stedsøn
- Millie Leckwith, datter af Bernie og Ethel

#### Historiske personer
Ernest Bevin, engelsk udenrigsminister

### Waliserne

#### Familien Williams
- Dave Williams, "Grandad"
- Cara Williams, "Grandmam"B
- Billy Williams, medlem af Parlamentet for Aberowen
- Dave, Billys ældste søn

#### Familien Griffiths
- Tommy Griffiths, Billy Williams' bedste ven
- Lenny Griffiths, Tommys søn

### Russerne

#### Familien Peschkow
- Gregory Peschkow
- Katherina, hans kone
- Vladimir, deres søn, kaldet Volodja
- Anja, deres datter

#### Historiske personer
- Berija, chef for det sovjetiske hemmelige politi
- Molotov, udenrigsminister